# 王同謙
王同謙（？—？），字逊甫，号心南，湖廣黄州府黄冈县人，軍籍，明朝政治人物。

## 生平
万历二十五年（1597年）丁酉科湖廣乡试舉人，二十九年（1601年）辛丑科進士，吏部觀政，三十年授旌德知縣，三十五年補上虞县知县，三十九年擢户部浙江司主事，四十三年榷九江鈔关，四十四年升员外郎、郎中，四十五年京察。

## 家族
曾祖王文奎，加贈刑部尚書。祖王济，弘治壬戌进士、吏部郎中、四川参政。伯父王廷瞻，嘉靖己未進士，官四川巡抚、南京刑部尚书。父王廷遷，以子貴赠户部主事。